# UC 12
UC 12 war ein Minenleger-U-Boot der Kaiserlichen Marine. Es operierte im Ersten Weltkrieg im Mittelmeer zur Tarnung unter österreichischer Flagge als U 24. Nach seinem Untergang im März 1916 wurde das Wrack von der Regia Marina gehoben, mittels Neubau wesentlicher Teile instand gesetzt und unter italienischer Flagge als X 1 in Dienst gestellt.

## Baugeschichte
Das Boot vom Typ UC I wurde am 27. Januar 1915 in Bremen bei der AG Weser mit der Baunummer 226 auf Kiel gelegt und lief am 29. April 1915 vom Stapel. Am 2. Mai 1915 wurde es als UC 12 bei der Kaiserlichen Marine in Dienst gestellt. Das Einhüllenboot war so konstruiert, dass es für den Transport mit der Eisenbahn in mehrere Teile zerlegt werden konnte.
Es gehörte zu jenen in Bremen gebauten U-Booten, die im Zuge des sich abzeichnenden italienischen Kriegseintrittes auf Seiten der Entente im Frühjahr 1915 die k.u.k. Kriegsmarine verstärken sollte. Während die Boote des Typs UB I erworben wurden, war Wien nicht am Kauf von Minenleger-U-Booten des Typs UC I interessiert. UC 12 und die Schwesterboote UC 13, UC 14 und UC 15 sollten dennoch die österreichische Marine unterstützen, blieben aber im Besitz der Kaiserlichen Marine.

## Einsatz und Verbleib
Nach der Indienststellung wurde die UC 12 unter dem Kommando von Oberleutnant zur See Cäsar Bauer nach Kiel überführt. Am 12. Juni 1915 übernahm Oberleutnant zur See Karl Palis das Kommando. In Kiel wurde es zerlegt, auf Eisenbahnwaggons verladen und am 12. Juni 1915 mit der Bahn an die Adria nach Pola im Österreichischen Küstenland transportiert. Nach der Ankunft in Pola am 27. Juni 1915 wurde es wieder zusammengebaut und dem U-Boot-Sonderkommando Pola der Kaiserlichen Marine unterstellt. Es operierte fortan in der Adria und im Ionischen Meer. Da sich das Deutsche Kaiserreich nicht im Kriegszustand mit dem Königreich Italien befand, fuhr das Boot mit deutscher Mannschaft unter österreichischer Flagge. Bei der k.u.k. Kriegsmarine wurde es offiziell unter der Bezeichnung U 24 geführt.
Nach den ersten beiden erfolglosen Unternehmungen wurde das Boot im Spätsommer 1915 in Pola zum Transport-U-Boot umgebaut. Nach dem Umbau versorgte es die in Libyen gegen die italienische Kolonialmacht kämpfenden Senussi mit Waffen und Munition. Um die lange Überfahrt an die nordafrikanische Küste zu bewältigen, wurde es in Cattaro von U 38 in Schlepp genommen, musste sich aber bereits in der Straße von Otranto aufgrund gegnerischer Kriegsschiffe vom anderen Boot lösen und den Versuch abbrechen. Erst einige Tage später gelang im zweiten Anlauf im Schlepp von U 39 die Überfahrt.
Nach der Rückkehr aus Nordafrika erfolgte zwischen Ende Dezember 1915 und Februar 1916 der Rückbau zum Minenleger. Am 1. Januar 1916 gab der mittlerweile zum Kapitänleutnant beförderte Palis das Kommando an Oberleutnant zur See Eberhard Ludwig Fröhner ab. Im Februar 1916 navigierte das Boot im Seegebiet vor Durazzo an der albanischen Küste und störte die Evakuierung über die Adria der nach dem Serbienfeldzug der Mittelmächte geschlagenen serbischen Truppen nach Korfu. Vier alliierte Schiffe gingen dabei durch Minen verloren, die von UC 12 verlegt wurden. Am 16. Februar 1916 lief der französische Dampfer Memphis mit 2382 BRT auf eine solche Mine auf und sank. Dabei starben fünf Besatzungsmitglieder. Am 21. Februar traf das gleiche Schicksal den von der italienischen Marine als Hospitalschiff eingesetzten italienischen Dampfer Marechiaro (412 BRT). Von den 167 Personen an Bord konnte 104 durch heraneilende britische Drifter gerettet werden. 33 Menschen fanden den Tod. Ebenfalls vor Durazzo gingen am 25. Februar das italienische Minensuchboot Monsone mit 249 BRT (10 Tote) und am 26. Februar der Drifter der Royal Navy Lily Reaich mit 88 BRT (10 Tote) durch Minenexplosionen unter. Anfang März liefen vor Brindisi am 3. März der Royal-Navy-Drifter Boy Harold mit 74 BRT und am 8. März der Drifter Enterprise II mit 84 BRT auf Minen auf, die UC 12 bei seiner sechsten Unternehmung am 2. März an der Hafeneinfahrt von Brindisi verlegt hatte. Dabei starben jeweils acht Personen.
Am 12. März 1916 legte UC 12 zur siebten und letzten Unternehmung von seinem Heimathafen Pola ab. Vier Tage später ging es bei den Cheradi-Inseln im Mar Grande von Tarent (40° 27′ N, 17° 11′ O) verloren, als es beim Verminen der Hafeneinfahrt von Tarent auf eine eigene Seemine stieß. Das durch die Wucht der Explosion in zwei Teile zerrissene Boot sank umgehend. Es gab keine Überlebenden.
Die Explosion war so laut, dass sie auch von Tarent aus gehört wurde. Die Unglücksstelle konnte schnell ausgemacht werden und bereits zwei Tage später begann man mit der Bergung des Wracks aus etwa 30 m Tiefe. Geborgen wurden auch die 15 Toten von UC 12, die auf dem Friedhof San Brunone in Tarent in einem Gemeinschaftsgrab ihre letzte Ruhestätte fanden.